# Campionati africani di lotta
I campionati africani di lotta (FILA Wrestling African Championships) sono una competizione sportiva annuale organizzata dalla Federazione Internazionale delle Lotte Associate (FILA). La prima edizione aperta anche alle donne è stata nel 1996.

## Edizioni
| N° | Anno | Luogo                | Paese     | Date                    |
| -- | ---- | -------------------- | --------- | ----------------------- |
| 01 | 1969 | Casablanca           | Marocco   | luglio 1969             |
| 02 | 1971 | Alessandria d'Egitto | Egitto    | gennaio 1971            |
| 03 | 1981 | Nabeul               | Tunisia   | 5 - 13 giugno 1981      |
| 04 | 1982 | Casablanca           | Marocco   | 26 luglio-1 agosto 1982 |
| 05 | 1984 | Alessandria d'Egitto | Egitto    | 11-16 maggio 1984       |
| 06 | 1985 | Casablanca           | Marocco   | 1985                    |
| 07 | 1988 | Tunisi               | Tunisia   | maggio 1988             |
| 08 | 1989 | Il Cairo             | Egitto    | 1989                    |
| 09 | 1990 | Casablanca           | Marocco   | 21–23 giugno 1990       |
| 10 | 1992 | Safi                 | Marocco   | aprile 1992             |
| 11 | 1993 | Pretoria             | Sudafrica | 1993                    |
| 12 | 1994 | Il Cairo             | Egitto    | aprile 1994             |
| 13 | 1996 | Tunisi               | Tunisia   | 6-14 aprile 1996        |
| 14 | 1997 | Casablanca           | Marocco   | 7–10 maggio 1997        |
| 15 | 1998 | Il Cairo             | Egitto    | 23–26 aprile 1998       |
| 16 | 2000 | Tunisi               | Tunisia   | 26–29 maggio 2000       |
| 17 | 2001 | El Jadida            | Marocco   | maggio 2001             |
| 18 | 2002 | Il Cairo             | Egitto    | maggio 2002             |
| 19 | 2003 | Il Cairo             | Egitto    | 17-19 maggio 2003       |
| 20 | 2004 | Il Cairo             | Egitto    | maggio 2004             |
| 21 | 2005 | Casablanca           | Marocco   | 12–15 maggio 2005       |
| 22 | 2006 | Pretoria             | Sudafrica | maggio 2006             |
| 23 | 2007 | Il Cairo             | Egitto    | maggio 2007             |
| 24 | 2008 | Tunisi               | Tunisia   | 7-8 marzo 2008          |
| 25 | 2009 | Casablanca           | Marocco   | 15-17 maggio 2009       |
| 26 | 2010 | Il Cairo             | Egitto    | 26–29 giugno 2010       |
| 27 | 2011 | Dakar                | Senegal   | 29–31 maggio 2011       |
| 28 | 2012 | Marrakech            | Marocco   | 12–14 marzo 2012        |
| 29 | 2013 | N'Djamena            | Ciad      | 30 aprile-5 maggio 2013 |
| 30 | 2014 | Tunisi               | Tunisia   | 28–30 marzo 2014        |
| 31 | 2015 | Alessandria d'Egitto | Egitto    | maggio 2015             |
| 32 | 2016 | Alessandria d'Egitto | Egitto    | 2–7 marzo 2016          |
| 33 | 2017 | Marrakech            | Marocco   | 26–30 aprile 2017       |
| 34 | 2018 | Port Harcourt        | Nigeria   | 7–11 febbraio 2018      |
| 35 | 2019 | Hammamet             | Tunisia   | 29–31 marzo 2019        |
| 36 | 2020 | Algeri               | Algeria   | 4–9 febbraio 2020       |
| 37 | 2022 | El Jadida            | Marocco   | 17-22 maggio 2022       |
| 38 | 2023 | Hammamet             | Tunisia   | 16-21 maggio 2023       |
| 39 | 2024 | Il Cairo             | Egitto    | 6–11 febbraio 2024      |